# Haltungs- und Stellungsreaktionen
Als Haltungs- und Stellungsreaktionen bezeichnet man in der Veterinärmedizin eine Reihe neurologischer Tests, die der Überprüfung der Funktion des Zentralnervensystems dienen. Mit diesen Tests werden komplexe Bewegungsabfolgen überprüft, die von der Motorik, den Rückenmarksreflexen, der Sensibilität und der Koordinationsfähigkeit des Gehirns abhängen. Diese Tests machen Bewegungsstörungen oder leichte Paresen deutlicher. Wichtig ist es, immer alle vier Gliedmaßen zu beurteilen, da ein Vergleich beider Körperhälften bei der Beurteilung von Störungen hilfreich ist.
Zu den Haltungs- und Stellungsreaktionen gehören:
- Schubkarrenprobe
- Unterstützungsreaktion
- Hüpfreaktion
- Aufrichtungsreaktion
- Tischkantenprobe
- Korrekturreaktion
- Tonische Nackenreaktion

Siehe auch: VETAMIN D